# Nieuw-Vossemeer
Nieuw-Vossemeer est un village situé dans la commune néerlandaise de Steenbergen, dans la province du Brabant-Septentrional. En 2009, le village comptait environ 2 400 habitants.
Nieuw-Vossemeer est séparé d'Oud-Vossemeer par le Canal de l'Escaut au Rhin.

## Histoire
L'histoire de Nieuw-Vossemeer commence en 1410, lorsque le duc Guillaume IV de Hainaut, comte de Hollande et de Zélande, prête la seigneurie de Vossemeer à 6 artisans. Cette opération a été effectuée dans le but de rendre la zone exploitable et la transformer en polder. Le remblai a été réalisé sur une période de plus de 450 ans jusqu'en 1869.
Le village de Nieuw-Vossemeer a été fondé en 1567 lorsque les premières maisons ont été construites et que la Hoogplaat, le polder de Nieuw-Vossemeer, avait été endiguée.
À la suite de la guerre de Quatre-Vingts Ans (1568-1648), Nieuw-Vossemeer a disparu de la carte, car les soldats espagnols ont inondé les polders et brûlé les maisons. En 1609 commença la Trêve de Douze Ans, puis la reconstruction commença. Le nouveau Nieuw-Vossemeer appartenait encore à la Zélande à cette époque et formait un tout avec Oud-Vossemeer sur le plan administratif. La ligne de l'Eendracht a été construite pour défendre la Zélande, dans le cadre de laquelle le Fort Maurits a été construit en 1615. Cette forteresse a pratiquement disparu aujourd'hui.
Nieuw-Vossemeer a été une commune indépendante jusqu'au 1er janvier 1997, date de son rattachement à Steenbergen.